# أليسون رود (لعبة فيديو)
أليسون رود (بالإنجليزية: Allison Road)‏، هي لعبة إلكترونية من نوع رعب البقاء، سيصدر لاحقا عام 2016م، وطورت عن طريق برنامج أنريل إنجن 4، وهي لعبة مستوحاة من سايلنت هيلز الملغاة.

## قصة اللعبة
تدور القصة حول بطل اللعبة وهو داخل المنزل، ويبحث عن ماتبقى من أفراد عائلته، ويواجه كابوساً غامضاً داخل المنزل.